# Phyllopertha glabripennis
Phyllopertha glabripennis är en skalbaggsart som beskrevs av Medvedev 1949. Phyllopertha glabripennis ingår i släktet Phyllopertha och familjen Rutelidae. Inga underarter finns listade i Catalogue of Life.